# خانه سردار مکرم
خانه سردار مکرم مربوط به دوره افشار است و در شهرستان عشق‌آباد، بخش مرکزی، دهستان دستگردان، روستای امیرآباد واقع شده و این اثر در تاریخ ۲۸ اسفند ۱۳۸۶ با شمارهٔ ثبت ۲۲۷۶۲ به‌عنوان یکی از آثار ملی ایران به ثبت رسیده است.